# Burin—Burgeo
Burin—Burgeo fut une circonscription électorale fédérale de Terre-Neuve, représentée de 1949 à 1979.
La circonscription de Burin—Burgeo a été créée lorsque Terre-Neuve joignit la Confédération canadienne en 1949. Abolie en 1976, elle fut fusionnée à Humber—Saint-Georges—Sainte-Barbe pour former Burin—St. George's.

## Géographie
En 1949, la circonscription de Burin—Burgeo comprenait:
- Les districts de Placentia West, Burin, Fortune Bay-Hermitage, Burgeo et LaPoile
- Les territoires non-organisés adjacents

En 1966, elle comprenait les districts provinciaux de Placentia West, Burin, Burgeo, LaPoile, Fortune Bay, Hermitage, Grand Falls, St. George's
Les circonscriptions limitrophes furent Gander—Twillingate, Grand Falls—White Bay—Labrador et Humber—Saint-Georges—Sainte-Barbe.

## Députés
1. 1949-1966 — Chesley William Carter, PLC
2. 1966-1979 — Don Jamieson, PLC

- PLC = Parti libéral du Canada